# Кодзи (Муромати)
Кодзи (яп. 弘治 ко:дзи) — девиз правления (нэнго) японских императоров Го-Нара и Огимати, использовавшийся с 1555 по 1558 год.

## Продолжительность
Начало и конец эры:
- 23-й день 10-й луны 24-го года Тэмбун (по юлианскому календарю — 7 ноября 1555);
- 28-й день 2-й луны 4-го года Кодзи (по юлианскому календарю — 18 марта 1558).

## Происхождение
Название нэнго было заимствовано из классического древнекитайского сочинения «Бэйци Шу» (кит. 北斉書, пиньинь Běi Qí Shū, буквально: «История династии Северная Ци»):「祇承宝命、志弘治体」.

## События
даты по юлианскому календарю
- 1555 год(1-я луна 1-го года Кодзи) — между даймё Мори Мотонари (из провинции Аки) и Суэ Харуката (из провинции Суо) вспыхнул пограничный конфликт[5];
- 1555 год (11-я луна 1-го года Кодзи) — Битва при Ицукусиме: войска Мори окружили силы Суэ. Когда победа противника была уже очевидна, Суэ Харуката, а затем и его сподвижники, покончили с собой. Эта победа и последующее объединение рода Мори стали возможны благодаря сыновьям Мотонари: Мори Такамото, Киккава Мотохару, Хода Мотокиё, Кобаякава Такакагэ[5];
- 1555 (1-й год Кодзи) — Битва при Каванакадзима (яп. 川中島の戦い Каванакадзима но татакай): столкновение сил Такэды Сингэна и Уэсуги Кэнсина в месте слияния рек Сай (яп. 犀川) и Синано в провинции Синано[6];
- 1556 год (2-й год Кодзи) — серебряный рудник в Омори перешёл под управление рода Мори во время кампании в провинции Ивами[7];
- 1556 год (2-й год Кодзи) — по приказу даймё Юки Масакацу, владевшего уездом Юки в провинции Симоса, был составлен свод законов «Юкиси синхатто»[8];
- 27 сентября 1557 года (5-й день 9-й луны 3-го года Кодзи) — в возрасте 62 лет скончался император Го-Нара[5];

## Сравнительная таблица
Ниже представлена таблица соответствия японского традиционного и европейского летосчисления. В скобках к номеру года японской эры указано название соответствующего года из 60-летнего цикла китайской системы гань-чжи. Японские месяцы традиционно названы лунами.
| 1-й год Кодзи (Деревянный Кролик) | 1-я луна        | 2-я луна*  | 3-я луна* | 4-я луна  | 5-я луна* | 6-я луна  | 7-я луна*               | 8-я луна   | 9-я луна    | 10-я луна* | 10-я луна (високосная) * | 11-я луна     | 12-я луна      |
| --------------------------------- | --------------- | ---------- | --------- | --------- | --------- | --------- | ----------------------- | ---------- | ----------- | ---------- | ------------------------ | ------------- | -------------- |
| Юлианский календарь               | 23 января 1555  | 22 февраля | 23 марта  | 21 апреля | 21 мая    | 19 июня   | 19 июля                 | 17 августа | 16 сентября | 16 октября | 14 ноября                | 13 декабря    | 12 января 1556 |
| 2-й год Кодзи (Огненный Дракон)   | 1-я луна        | 2-я луна*  | 3-я луна* | 4-я луна  | 5-я луна* | 6-я луна* | 7-я луна                | 8-я луна   | 9-я луна*   | 10-я луна  | 11-я луна                | 12-я луна     |                |
| Юлианский календарь               | 11 февраля 1556 | 12 марта   | 10 апреля | 9 мая     | 8 июня    | 7 июля    | 5 августа               | 4 сентября | 4 октября   | 2 ноября   | 2 декабря                | 1 января 1557 |                |
| 3-й год Кодзи (Огненная Змея)     | 1-я луна*       | 2-я луна   | 3-я луна* | 4-я луна* | 5-я луна  | 6-я луна* | 7-я луна*               | 8-я луна   | 9-я луна*   | 10-я луна  | 11-я луна                | 12-я луна     |                |
| Юлианский календарь               | 31 января 1557  | 1 марта    | 31 марта  | 29 апреля | 28 мая    | 27 июня   | 26 июля                 | 24 августа | 23 сентября | 22 октября | 21 ноября                | 21 декабря    |                |
| 4-й год Кодзи (Земляная Лошадь)   | 1-я луна        | 2-я луна*  | 3-я луна  | 4-я луна* | 5-я луна* | 6-я луна  | 6-я луна (високосная) * | 7-я луна*  | 8-я луна    | 9-я луна*  | 10-я луна                | 11-я луна     | 12-я луна      |
| Юлианский календарь               | 20 января 1558  | 19 февраля | 20 марта  | 19 апреля | 18 мая    | 16 июня   | 16 июля                 | 14 августа | 12 сентября | 12 октября | 10 ноября                | 10 декабря    | 9 января 1559  |

* звёздочкой отмечены короткие месяцы (луны) продолжительностью 29 дней. Остальные месяцы длятся 30 дней.